# Zevenhuizen (Noardeast-Fryslân)
Zevenhuizen (Kollumers: Zevenhuzen; Kollumerlands/Nedersaksisch: Zeuvenhuzen; Fries: Sânhuzen) is een buurtschap in de gemeente Noardeast-Fryslân, in de Nederlandse provincie Friesland. De buurtschap ligt ten noordoosten van Augsbuurt ten zuidoosten van Kollum. De buurtschap ligt aan de Zevenhuisterweg en wordt aangegeven met witte plaatsnaamborden. Op de plaatsnaamborden staat de naam in het Kollumers. Er is geen bebouwde kom.  

## Geschiedenis
De buurtschap is relatief vrij oud. De oudst bekende naam is Meckemaburen, die rond de 16e eeuw opduikt, naar de familie Van Meckema.
In en rond Zevenhuizen hebben vroeger twee states gestaan: ,Phaesmabosch (Phaesmastate, Faasma of Te Bosch; 16e tot 18e eeuw) ten westen van de Zevenhuisterweg en Oud-Meckama ten zuiden daarvan die stond op een perceel dat later 't Oude Hof werd genoemd. Oud-Meckama was de aanzienlijkste. Op het terrein van Oud-Meckama State zijn in 2000 bolpotscherven uit de 12e of 13e eeuw gevonden. De state wordt echter pas genoemd vanaf 1460. In 1718 staat ze ingetekend in de Schotanusatlas als een gewone boerderij.
Rond 1700 werd de buurtschap niet meer aangeduid als Meckemaburen, maar als Faasma. De buurtschap bestond destijds uit drie huizen. In 1847 werd de buurt aangeduid met Phaesmabosch, en stonden er vijf huizen. Eind 19e eeuw werd de buurt voor het eerst Zevenhuizen genoemd door Andreae en zouden er zeven huizen hebben gestaan. Daarnaast wordt ook Faansma gebruikt, vooral als veldnaam. De weg is later officieel Zevenhuisterweg gaan heten, duidend op de buurtschap Zevenhuizen.
In 1982 verschijnt de naam Phaesmabosch weer op de kaarten van het kadaster. In 1992 werd deze veranderd in Zevenhuizen.
Steden, dorpen en gehuchten: Aalsum · Anjum · Augsbuurt · Birdaard · Blija · Bornwird · Brantgum · Burum · Dokkum · Ee · Engwierum · Ferwerd · Foudgum · Genum · Hallum · Hantum · Hantumeruitburen · Hantumhuizen · Hiaure · Hogebeintum · Holwerd · Janum · Jislum · Jouswier · Kollum · Kollumerpomp · Kollumerzwaag · Lichtaard · Lioessens · Marrum · Metslawier · Munnekezijl · Moddergat · Morra · Nes · Niawier · Oosternijkerk · Oostmahorn · Oostrum · Oudwoude · Paesens · Raard · Reitsum · Ternaard · Triemen · Veenklooster · Waaxens · Wanswerd · Warfstermolen · Westergeest · Wetsens · Wierum · Zwagerbosch

Buurtschappen: Abbewier · Bartlehiem (deels) · Beintemahuis · Betterwird · Bollingawier · Bonte Hond · Bornwirdhuizen · Boteburen · Brandeburen · De Dellen · De Keegen · De Kolk · De Leegte · De Rijp · De Wirden · De Schans · Dijkshorne · Dokkumer Nieuwe Zijlen · Drieboerehuizen · Ezumazijl · Groot Medhuizen · Halfweg · Hallumerhoek · Hanenburg · Hantumerhoek · Huis ter Noord · Kettingwier · Klein Medhuizen · Kletterbuurt · Kollumeroudzijl · Krabburen · Laagland · Lutkewier · Molenbuurt · Nieuwland · Oudeterp · Oudwouderzijlen · Reidswal · Scharnehuizen · Stiem · Teerd · Teijeburen · Tergracht (deels) · Ter Lune · Tibma · Tilburen · Tiltjeburen · Vaardeburen · Veldburen · Vijfhuizen (Hallum) · Vijfhuizen (Ternaard) · Visbuurt · Weerdeburen · Westerburen · Westernijkerk · Wie · Wijgeest · Zevenhuizen

Streken: 't Schoor · Galilea · It Paradyske · Lutkelaard · Sibrandahuis · Steenharst · Steenvak · Wildpad (deels) · Zandbulten · Zwagerveen

Friesland: Steden en dorpen      Nederland: Provincies · Gemeenten